# Ga Seongnam (Gyeonggi-do)
Ga Seongnam (Tiếng Hàn: 성남역, Hanja: 城南驛) là ga tàu điện ngầm của Đường sắt cao tốc khu vực đô thị tuyến A và Tuyến Gyeonggang nằm ở Baekhyeon-dong, Bundang-gu, Seongnam-si, Gyeonggi-do.

## Lịch sử
- 28 tháng 12 năm 2023: Tên ga chính thức được quyết định.[1]
- 30 tháng 3 năm 2024: Khai trương

## Bố trí ga

### Đường sắt cao tốc khu vực đô thị tuyến A (B4F)
| Suseo ↑       |
| ２ ↑ ↑ ↓ ↓ １ |
| ↓ Dongtan     |

| １ | ● GTX-A | → Hướng đi Dongtan → |
| ２ | ● GTX-A | ← Hướng đi Suseo     |

### Tuyến Gyeonggang (B3F)
| ↑ Imae   |
| \| ２    |
| Pangyo ↓ |

| １ | ● Tuyến Gyeonggang | → Hướng đi Gyeonggi Gwangju · Bubal · Yeoju → |
| ２ | ● Tuyến Gyeonggang | ← Hướng đi Pangyo                             |

## Xung quanh nhà ga
| Lối ra \| 나가는 곳 \| Exit \| 出口 | Lối ra \| 나가는 곳 \| Exit \| 出口                                                        |
| ----------------------------------- | ------------------------------------------------------------------------------------------ |
| 1                                   | Trường trung học Bopyeong, Trường trung học cơ sở Bopyeong, Khu phức hợp Baekhyeon Maeul 2 |
| 2                                   | Trường tiểu học Bopyeong, Nhà thờ Hy vọng Pangyo                                           |
| 3                                   | Khu phức hợp Botdeul Maeul 9                                                               |
| 4                                   | Công viên Sangbu                                                                           |
| 5                                   | Làng Areum, Cầu Imae                                                                       |

## Hình ảnh

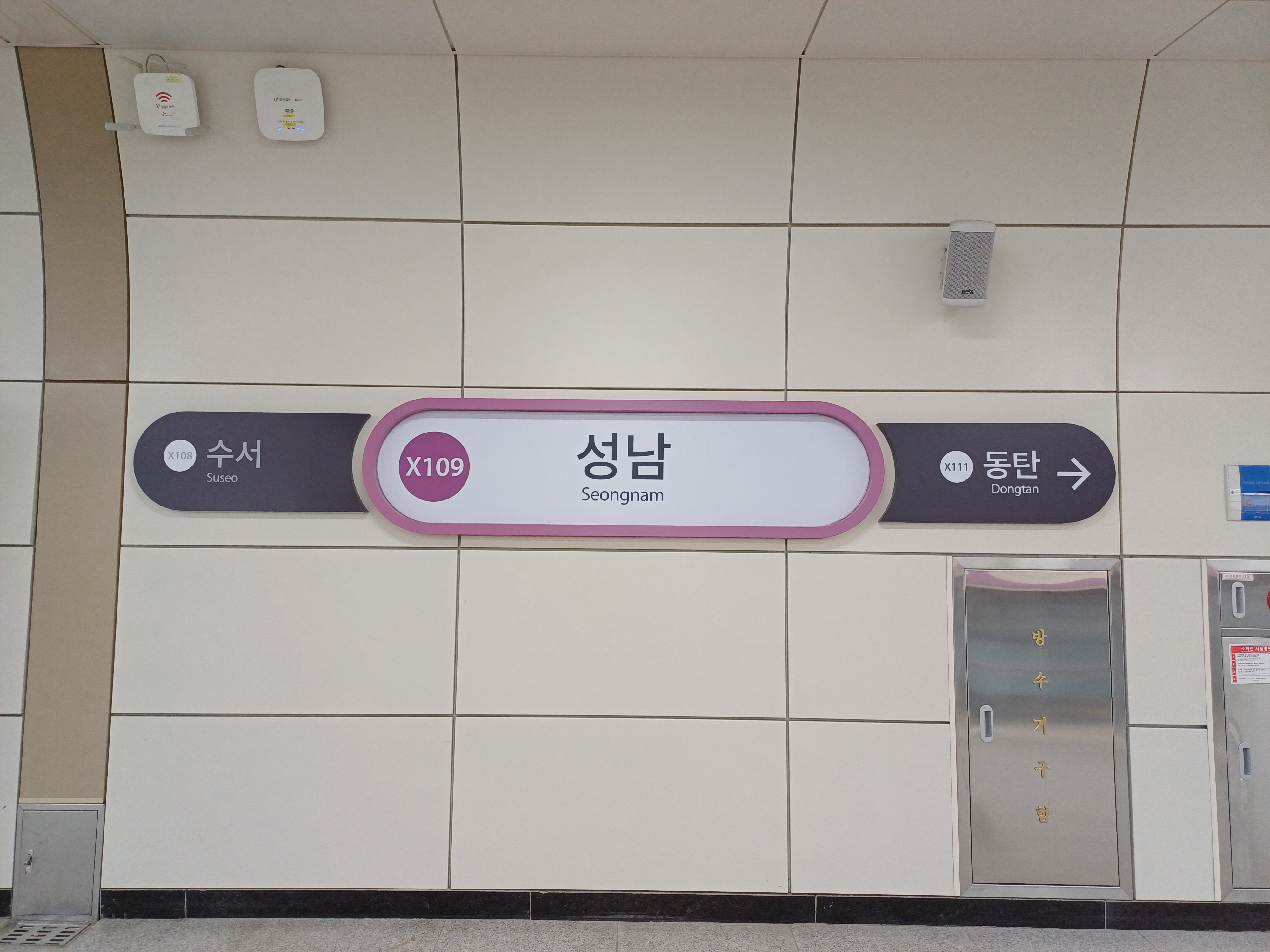
Bảng tên ga GTX-A
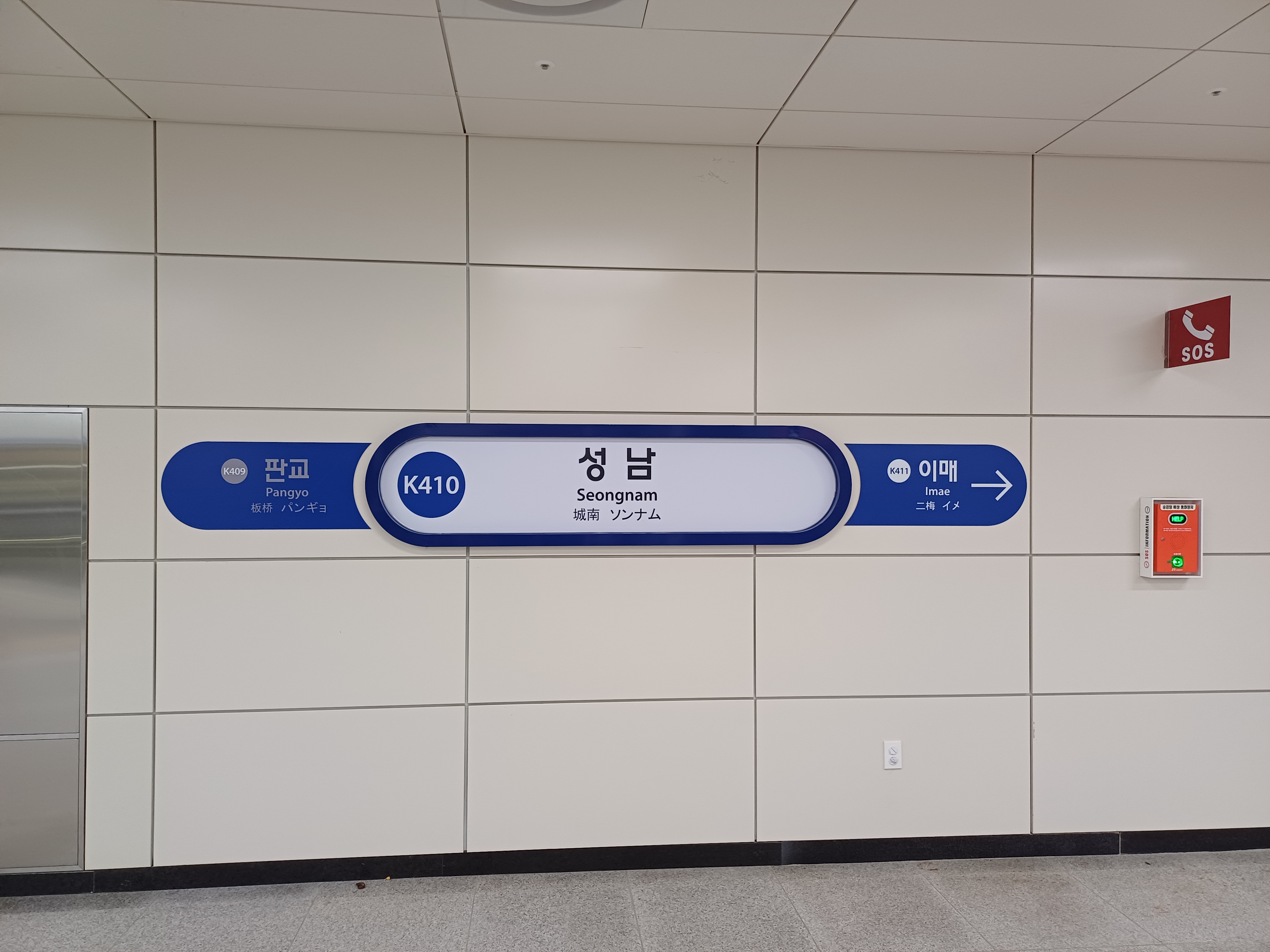
Bảng tên ga Tuyến Gyeonggang